# Yapen
Yapen (psáno také Japen) je ostrov v zálivu Cenderwasih, který patří k indonéské provincii Papua. Leží jižně od Biaku a severně od Nové Guiney, od které je oddělen 24 km širokým průlivem. Ostrov je výrazně protáhlý ze západu na východ v délce 160 km, má rozlohu 2227 km² a žije na něm okolo 100 000 obyvatel. Největším městem je Serui. Domorodci hovoří jazyky wado, kurubu a yawa, žijí zde také přistěhovalci z jiných částí Indonésie.
Vnitrozemí je hornaté (nejvyšší vrchol měří 1496 m) a porostlé převážně pralesem. Yapen má úrodnou sopečnou půdu, hlavními vývozními artikly jsou kokosové ořechy, kakao a kůra stromu massoi.
Yapen objevil v roce 1528 Álvaro de Saavedra Céron. Od roku 2011 je třetina ostrova vyhlášena chráněným územím, žije zde rajka královská, rajka jobienská, holub papuánský, holub černobronzový, klokan hnědý, vakoveverka létavá a kuskus pruhovaný, na pobřeží klade vejce kožatka velká.